# Nicholas Bubwith
Nicholas Bubwith, PC (* um 1355 in Menthorpe, Yorkshire; † 27. Oktober 1424) war ein englischer Kleriker und von 1407 bis zu seinem Tod Bischof von Bath und Wells.

## Leben
Über die Abstammung und Ausbildung Bubwiths ist nichts bekannt. Es wird angenommen, dass er als Sohn von Thomas und Isabel Bubwith geboren wurde und zwei Brüder hatte. Erwähnt wird er zum ersten Mal am 7. Februar 1387 als Schreiber des Königs. Unter Richard II. war Bubwith als Anwalt verschiedener berühmter Persönlichkeiten während der Feldzüge von 1394/95 und 1399 tätig. Von der Absetzung Richards II. 1399 war er nicht betroffen. Vielmehr war er 1402 kurze Zeit als Privatsekretär von Henry IV. tätig und wurde im selben Jahr zum Master of the Rolls ernannt. Dieses Amt hatte er bis 1405 inne. 1404 wurde er in das Privy Council erhoben. Ab 1405 hatte er den Posten des Lordsiegelbewahrers inne. Neben seinen Regierungsämtern war er auch in der Church of England in angesehenen Stellungen tätig. So hatte er ab Juli 1400 das Archidiakonat von Dorset und 1401 bis 1402 das von Richmond inne. Am 26. September 1406 wurde Bubwith zum Bischof von London geweiht. Im folgenden Jahr übernahm er das Amt des Bischofs von Salisbury, bevor er noch im selben Jahr Bischof von Bath und Wells wurde. Als solcher nahm er gemeinsam mit Robert Hallum am Konzil von Konstanz teil. Von dort kehrte er im Frühjahr 1418 zurück. Im September 1422 erkrankte Bubwith und erholte sich nie wieder gänzlich. Am 27. Oktober 1424 verstarb er und wurde in der Kathedrale von Wells beigesetzt.